# Musée régional d'art d'Irkoutsk
Le musée régional d'art, ou musée Soukatchiov (Иркутский областной художественный музей имени В. П. Сукачёва), est un musée d'art situé à Irkoutsk en Sibérie (Russie). Il comprend plus de vingt-trois mille pièces de musée, tableaux, pièces d'art graphique, sculptures, objets d'art décoratif, , etc.. Il est dirigé depuis 2016 par Mme Natalia Sergueïevna Syssoïeva.

## Histoire

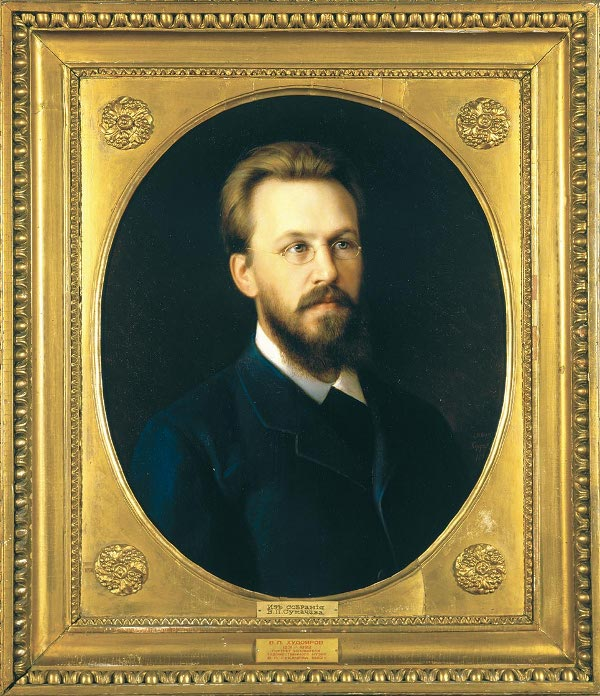
Vladimir Soukatchiov par Vassili Khoudoyarov (1882).

Ce musée est créé à partir de la collection d'art du maire de la ville d'Irkoutsk, Vladimir Platonovitch Soukatchiov (1849-1920), réunie à la fin du XIXe siècle. Les collections du musée sont réparties dans quatre anciens hôtels particuliers du centre-ville:
- L'hôtel particulier en pierre d'un étage au no 5 de la rue Lénine, construit en 1905-1907 par Maguideï; cet édifice présente des collections d'art russe et occidental du XVIIe siècle au début du XXIe siècle et d'art asiatique (Chine, Japon, Mongolie) du XIVe au XXe siècle. C'est l'édifice principal du musée.
- L'hôtel particulier en pierre d'un étage au no 23 de la rue Karl-Marx, construit en 1893 par Rozon et Rassouchine, et sa dépendance au n° 25, qui présente des œuvres d'artistes locaux du XVIIe siècle au début du XXIe siècle et comprend une galerie d'expositions temporaires.
- L'ancien hôtel particulier de Vladimir Soukatchiov avec un parc et des maisons de bois au n° 122 de la rue des Événements de décembre. Cet édifice appartenait à l'origine au fondateur du musée. Il a été récemment restauré et comprend un jardin d'hiver, une salle de billard, des écuries et un corps de bâtiment principal. L'édifice expose la cadre de vie de Soukatchiov et de sa famille et organise des expositions temporaires[2].
- L'ancien hôtel particulier Guindine au no 16 de la rue Sverdlov où sont exposées les collections de sculpture.

## Collections

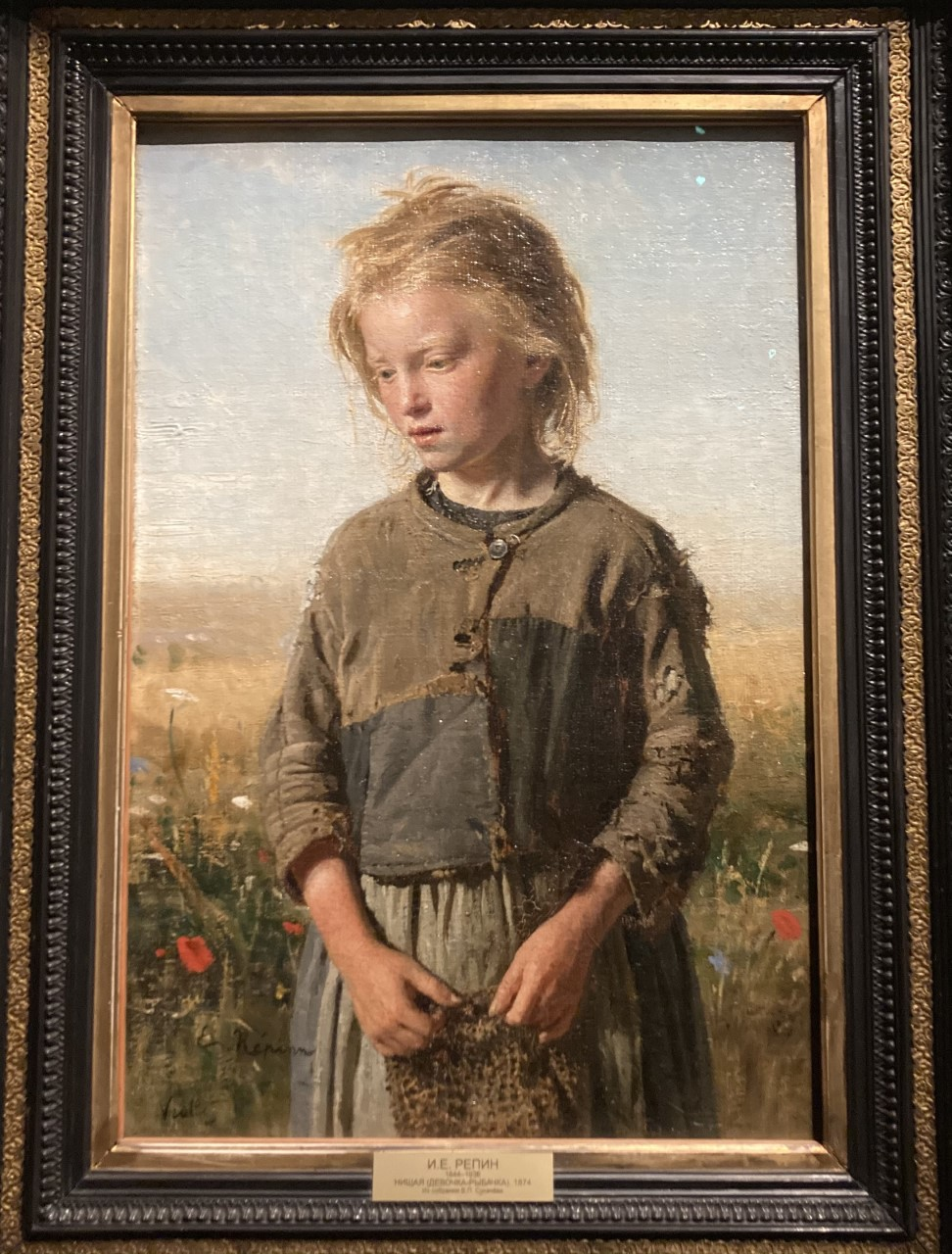
La Fille du pêcheur
Huile sur toile de Répine (1874).

Le musée possède une collection d'objets préhistoriques des bords du lac Baïkal, dont des Vénus paléolithiques et des objets anthropomorphiques et zoomorphiques du néolithique. La section d'art russe ancien présente des icônes, des sculptures de bois, dont des icônes moscovites, de Novgorod, de Pskov et de maîtres du Mont Athos ou de Sibérie. L'art russe du XVIIIe siècle et de la première partie du XIXe siècle présente des portraits (portraits sur bois dits parsouna, portraits de Rotari, Levitski, Rokotov, Borovikovski, Tropinine, etc.), des paysages (Semion Chtchedrine, Matveïev[Lequel ?], Levitski, Tropinine, etc.). L'art russe de la seconde partie du XIXe siècle est représenté par des tableaux de Chichkine[Lequel ?], Répine, dont la fameuse Fille du pêcheur normand (1874) qui est incontestablement l'un des chefs-d'œuvre du musée; Sourikov; Polenov; Makovski, etc. La collection russe du XXe siècle montre des œuvres du Mir iskousstva, de l'Union des peintres russes, d'Arkadi Plastov, etc. ainsi que des peintres locaux. L'art décoratif est varié avec des objets de Fabergé par exemple et du mobilier.
Le musée possède aussi des œuvres de maîtres italiens, hollandais, français, allemands, autrichiens, des Flandres, etc. entre le XVIIe siècle et le XXe siècle.

## Galerie

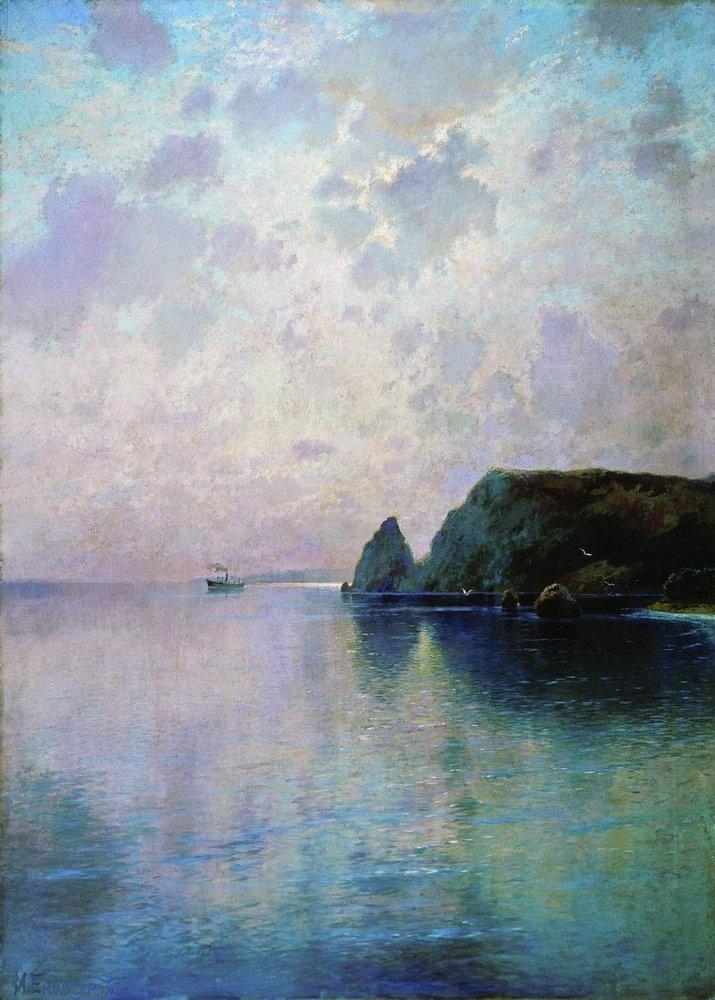
Le Monastère Saint-Georges en Crimée d'Ivan Ivanovitch Endogourov (1861–1898)
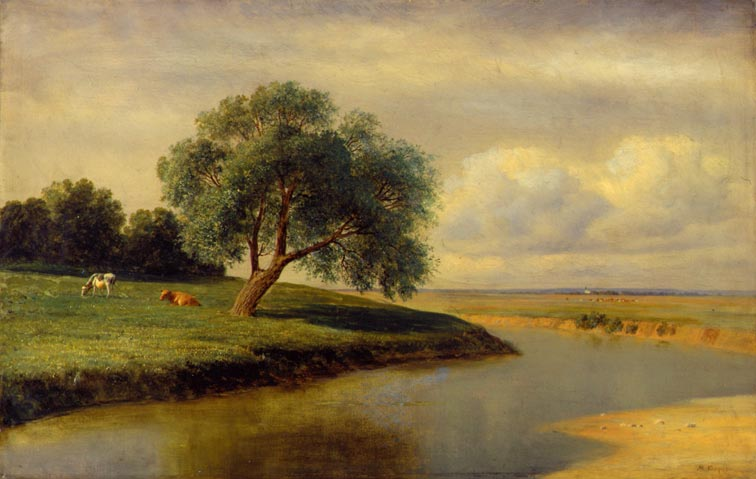
La Volga près de Simbirsk de Mikhaïl Clodt von Jürgensburg, 1881
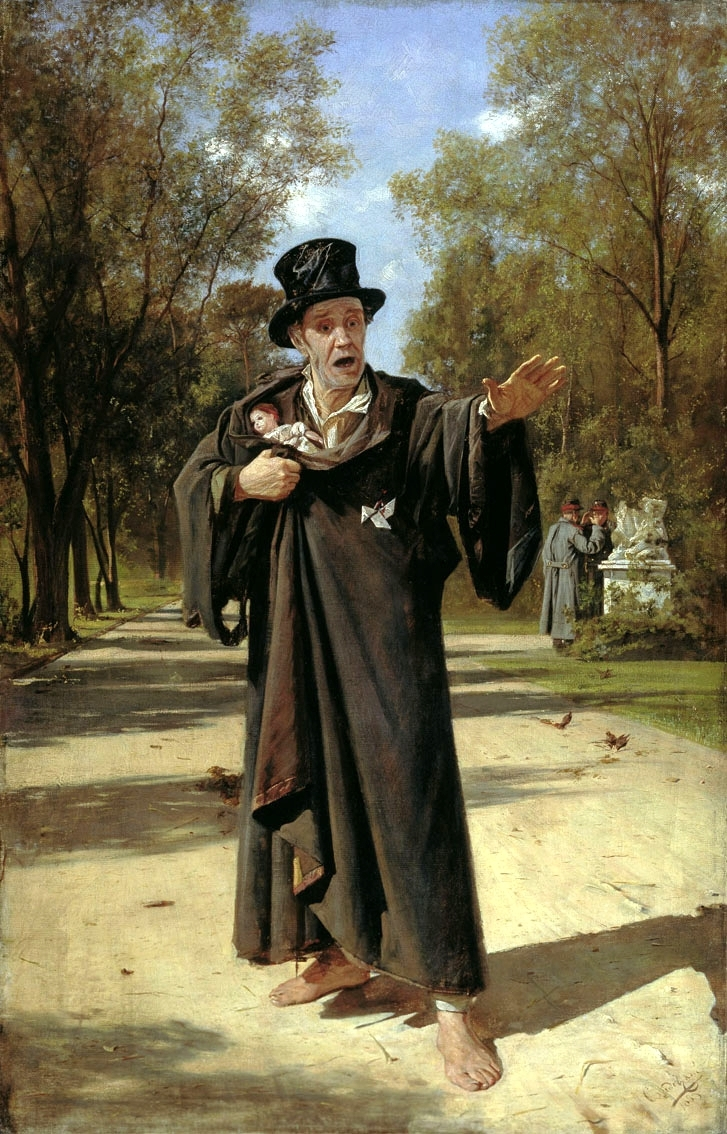
Le Fou de Nikolaï Skadovski (1845-1892), 1883
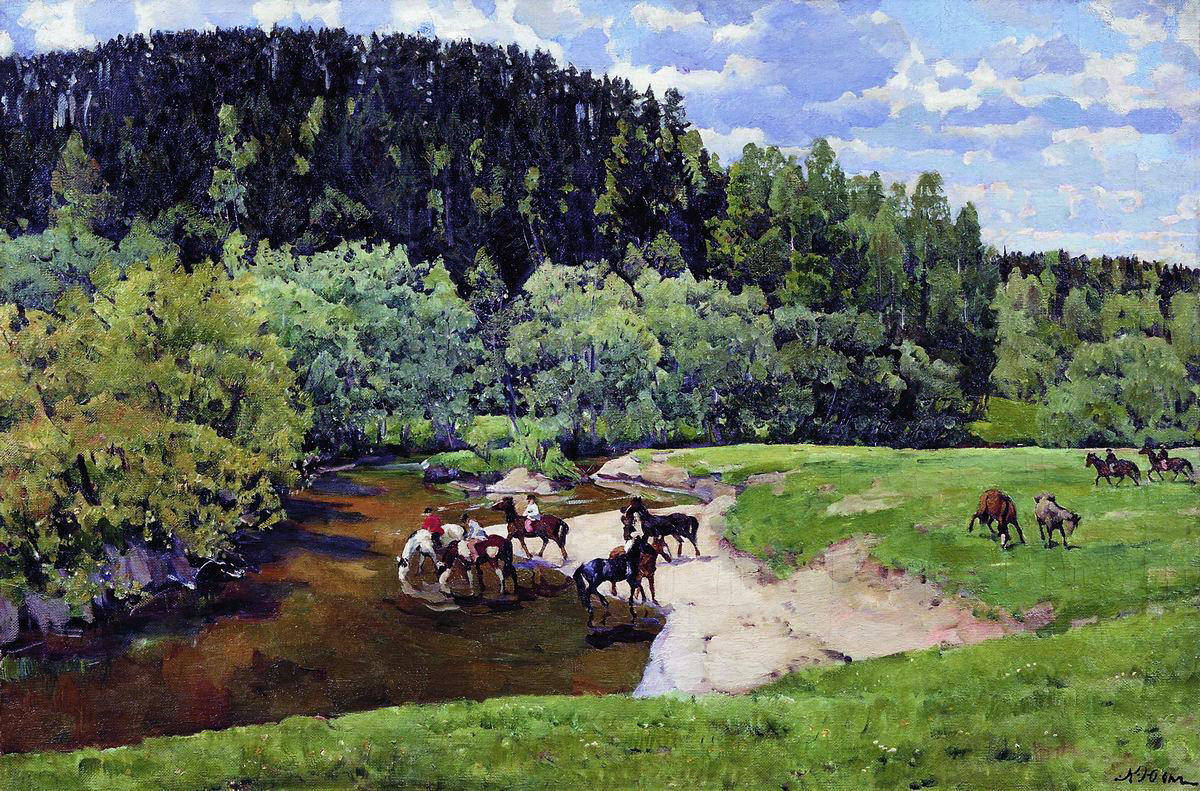
Le Point d'eau de Constantin Iouon (1875-1958), 1917
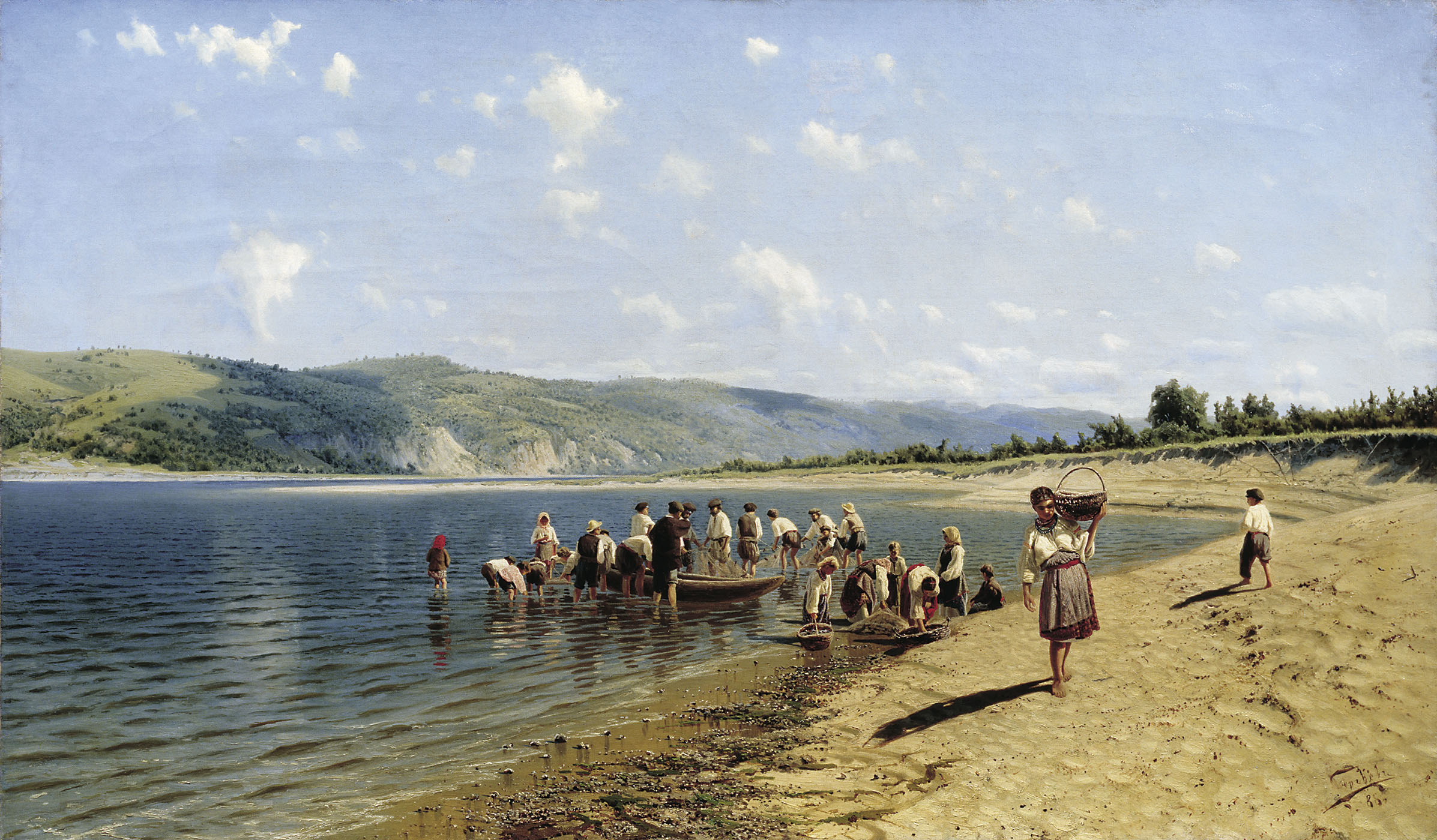
Pêche dans le Dniepr de Nikolaï Sergueïev (1855-1919), 1888
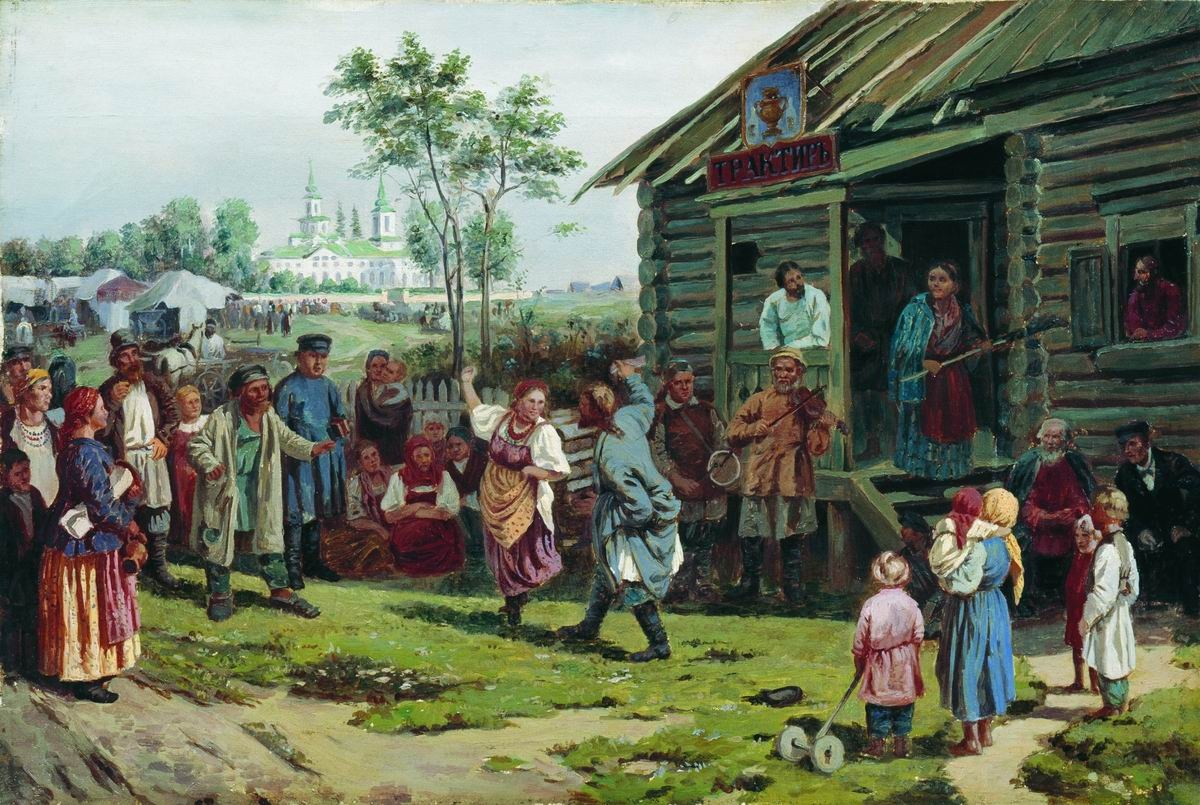
La Fête à la campagne d'Illarion Prianichnikov (1840-1894), 1870
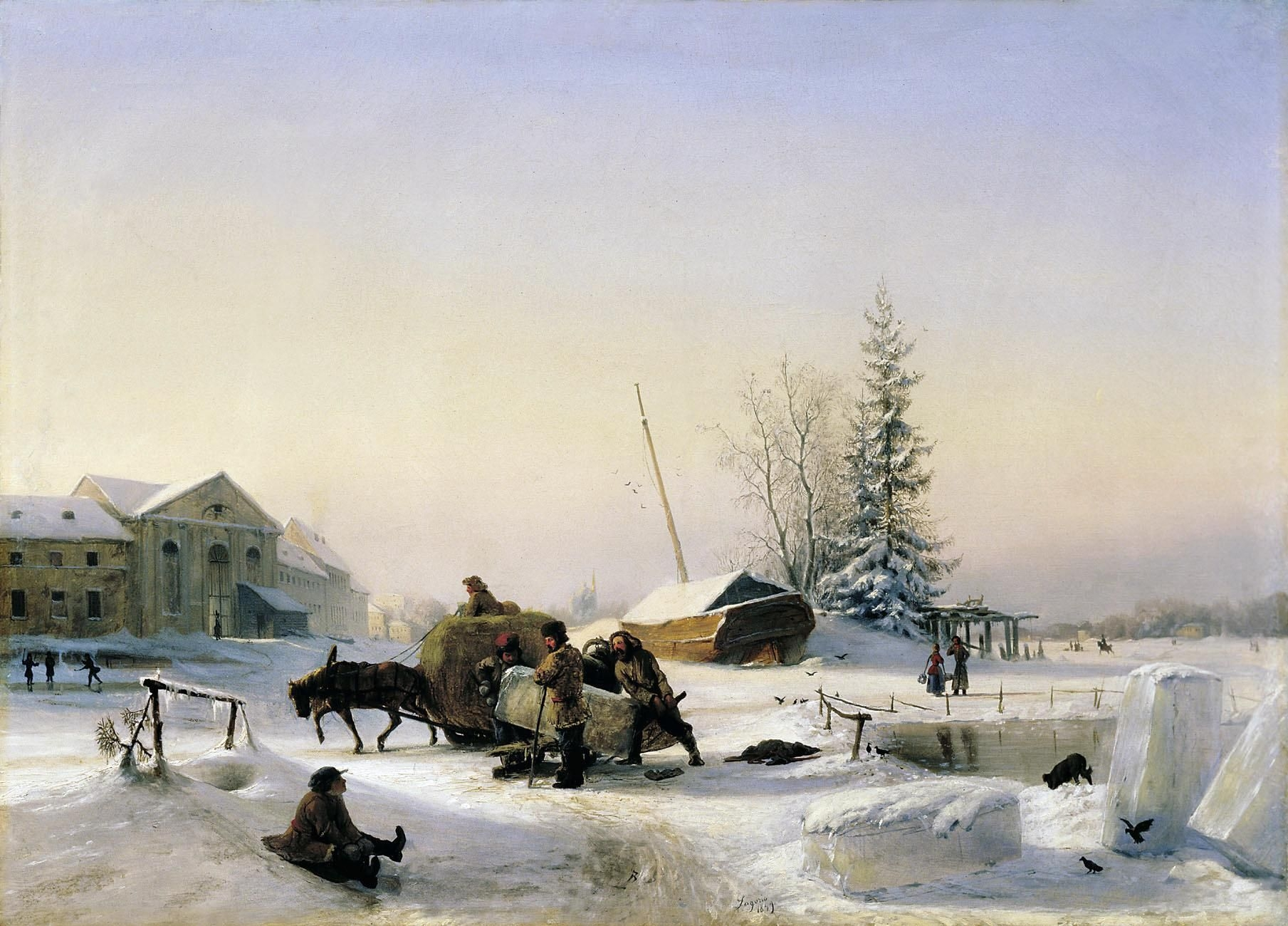
Transport de glace de Lev Lagorio (1827-1905), 1849